# فرنسيس جوزيف وينغ
فرنسيس جوزيف وينغ (بالإنجليزية: Francis Joseph Wing)‏ هو قاضي ومحامي أمريكي، ولد في 14 سبتمبر 1850 في North Bloomfield, Ohio ‏ في الولايات المتحدة، وتوفي في 2 فبراير 1918 في كليفلاند في الولايات المتحدة.